# داء بلوك

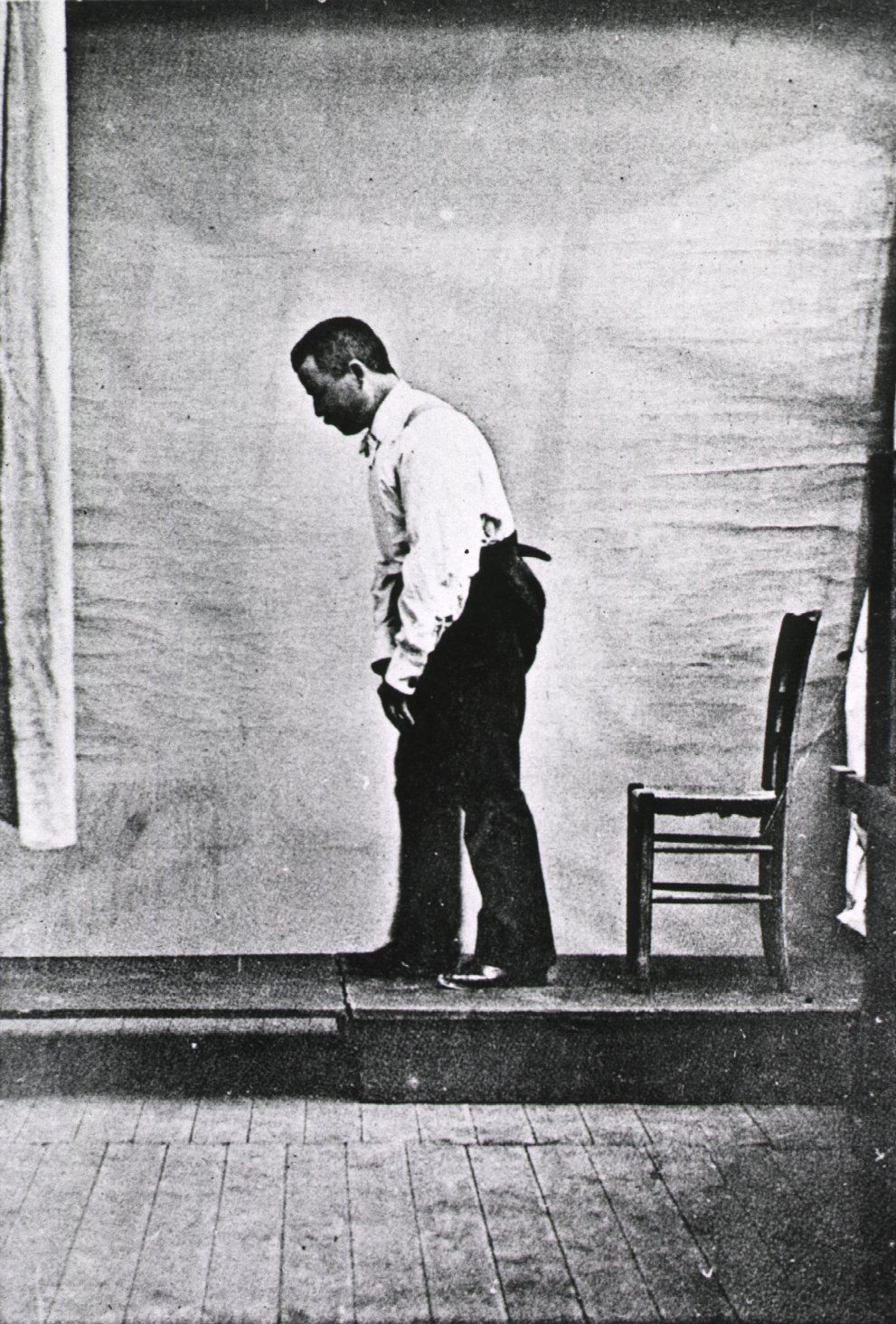
التأرجح الجذعي، انحراف المسار، تأرجح الذراع (مصطلحات تشريحية)

داء بلوك مرض اكتُشف من قبل بول بلوك (1860-1896)، الذي وصف هذه الظاهرة بفقدان ذاكرة الحركات المتخصصة وغياب القدرة على الوقوف بشكل مستقيم، رغم عدم وجود خلل في وظيفة الساقين أثناء الاستلقاء. يكون المريض قادرًا على الوقوف، ولكن بمجرد أن تلمس قدماه الأرض، لا يستطيع الوقوف في وضع مستقيم أو المشي؛ لكن عند الاستلقاء، يحافظ المريض على سلامة القوة العضلية ودقة حركات الأطراف السفلية. جاء الدافع لإجراء هذه الدراسة عندما نشر بول وزميله الطالب جورج مارينيسكو (1864) إحدى حالات رعاش باركنسون (1893) الناجم عن ورم موجود في المادة السوداء.
في الورقة الثالثة التي نشرها بول بلوك، كان يحاول تحديد الفيزيولوجيا العصبية وراء هذا المرض من خلال ربط القشرة المخية (صانعة القرار) والنخاع الشوكي (منفذ القرار). افترض وجود تأثير تثبيطي على المراكز القشرية أو الشوكية المسؤولة عن الوقوف والمشي.

## نظرة عامة على القشرة الحركية الأولية
تعد مشاكل القدرة على التعلم والاحتفاظ بالمهارات الحركية التي تتحكم فيها القشرة الحركية الأولية من أبرز اهتمامات علماء البيولوجيا العصبية. وجدوا، عبر الدراسات، أن العصبونات في القشرة الحركية الأولية قد تتحكم في عملية اكتساب المهارات والاحتفاظ بها. إحدى قدرات القشرة الحركية التي تسمح بهذا التحكم هي اللدونة التي تحدث بفضل التكرار اليومي للحركات. من الركائزالشائعة للدونة هي الوصلات العصبية الداخلية الموجودة حول هذه المناطق، والتي تؤدي إلى إنشاء خرائط حركية.

## الإمراضية

### التشريح
يوجد توازن بين مختلف النظم العصبية التآثرية مثل الحركة التي تشمل بدء الخطوات الإيقاعية والحفاظ عليها، والتوازن، والقدرة على التكيف مع البيئة. يبدو أن الخلل يتوضع في البطامة والكرة الشاحبة ما يؤدي إلى انخفاض في القوة العضلية الناتجة عند بدء الحركة. تبدأ عملية الحركة بالحث على أخذ الخطوات عبر الإسقاطات الشبكية النخاعية والدهليزية النخاعية في مسارات جذع الدماغ البطنية الإنسية. يتم تعديل المسارات البصلية الشوكية بمساعدة طور التأرجح في دورة المشي، ويتم هذا التعديل عبر التشابكات العصبية مع دودة المخيخ. غالبًا ما تُضعف الأمراض التي تصيب الجهاز الدهليزي، مثل اضطرابات المشي، بدء عملية الحركة. يعاني معظم المرضى المصابين بمتلازمة بلوك من اضطراب المشي ناقص الحراك، ويُعرف على أنه بطء في الحركة بسبب خلل في الشبكات العصبية التي تتحكم فيها العقد القاعدية والفص الجبهي وجذع الدماغ. تكون وقفة المريض واسعة أو متغيرة ويعاني من اختلال في التوازن الجذعي.

### الفيزيولوجيا المرضية
تبين أن الاضطراب نفسي المنشأ مرتبط مع خلل في العقد القاعدية ونقص الدوبامين الذي لوحظ من خلال انخفاض كثافة العصبونات في المادة السوداء لدى المرضى المسنين. في دراسة ضمن الجسم الحي، أدى غياب الدوبامين إلى اضطراب في ديناميكيات النواة أسفل المهاد والعصبونات الغابرجية (المسؤولة عن تحرر الغابا) في الكرة الشاحبة. يُعتقد أن تنشيط السبيل غير المباشر يزيد من معدل تحرر النواقل من عصبونات الكرة الشاحبة والنواة أسفل المهاد ما يؤدي إلى تثبيط مفرط للعقد القاعدية الهدف. في الاضطراب نفسي المنشأ، يسود نشاط السبيل غير المباشر (يثبط الحركة والأفكار) على السبيل المباشر (ينشط الحركة والأفكار والمشاعر)، ما يؤدي إلى زيادة النتاج التثبيطي للكرة الشاحبة الداخلية، وينتج عن ذلك ضعف في النشاط الحركي. على وجه التحديد، يبدأ ذلك في القشرة المخية بإرسال الإسقاطات إلى العصبونات في الجسم المخطط. تثبط هذه العصبونات الجزء الخارجي من الكرة الشاحبة، ما يؤدي عادةً إلى تثبيط النواة أسفل المهاد. مع ذلك، تكون الكرة الشاحبة الخارجية مثبطة وليس بإمكانها تثبيط النواة أسفل المهاد، فتنشّط النواة أسفل المهاد الكرة الشاحبة الداخلية التي بدورها تثبط المهاد وتمنع تنشيط القشرة الدماغية وإرسال أمر بدء الحركة إلى النخاع الشوكي. بالإضافة إلى ذلك، وجد العلماء أن درجة بطء الحركة تتميز بانخفاض قبط إف-فلورودوبا ضمن الجسم المخطط والنواة المتكئة.